# لورانس ثورنتون
لورانس ثورنتون (بالإنجليزية: Lawrence Thornton)‏ (14 أكتوبر 1937، بومونا في الولايات المتحدة)؛ روائي أمريكي. درس في جامعة كاليفورنيا.

## الجوائز
- زمالة غوغنهايم